# 2045 Peking
För andra betydelser, se Pekin (olika betydelser).
2045 Peking eller 1964 TB1 är en asteroid i huvudbältet som upptäcktes den 8 oktober 1964 av Purple Mountain-observatoriet i Nanjing, Kina. Den är uppkallad efter Kinas huvudstad Peking.
Asteroiden har en diameter på ungefär 9 kilometer och den tillhör asteroidgruppen Vesta.